# Horisme mortuata
Horisme mortuata är en fjärilsart som beskrevs av Achille Guenée 1858. Horisme mortuata ingår i släktet Horisme och familjen mätare. Inga underarter finns listade i Catalogue of Life.